# エイジアクロス
株式会社エイジアクロス（英: ASIA CROSS CO.,LTD）は、日本の芸能事務所である。関連会社にモデルエージェンシーの株式会社エイジアプロモーションと株式会社エイジアクリエイトがある。

## 概要
テレビドラマや映画などに出演する女優、及び雑誌やCM、コレクションなどに出演している女性モデルを抱え、少数精鋭のマネジメントを行っている。

### オーディション
2015年、初の大規模なモデルオーディション「#THENEXT」を開催した。11月7日、受賞者のお披露目が行われ、グランプリに八木莉可子、準グランプリに小林サラが選ばれた。

## 所属モデル
- 黒田エイミ
- 太田莉菜
- 横田真悠
- 八木莉可子
- 齊藤なぎさ

### 過去
- アンジェラベイビー
- 水原希子
- 松島花
- フー・ビン
- 小林サラ